# Луцій Антоній
Луцій Антоній Пій (80 — 39 роки до н. е.) — політичний, державний та військовий діяч Римської республіки, консул 41 року до н. е.

## Життєпис
Походив з роду нобілів Антонієв. Син Марка Антонія Критського, претора 74 року до н. е., та Юлії, доньки Луція Юлія Цезаря, консула 90 року до н. е.
У 54 році до н. е. Антоній мав намір пред'явити Авлу Габінію звинувачення в здирництві, але за результатами розгляду обвинувачем став Гай Меммій. У 50 році до н. е. Луцій Антоній став квестором у проконсула Квінта Мінуція Терми в Азії, а у 49 році до н. е. залишався на чолі провінції після від'їзду Терми. Він зберігав посаду проквестора після прибуття нового намісника Гая Фаннія. Під час своєї каденції звільнив від військової служби юдеїв, що живуть в Азії, та дозволив їм вирішувати внутрішні суперечки у власному суді. У м. Мілас брав участь у гладіаторських боях.
У 44 році до н. е. Антоній обіймав посаду народного трибуна. На цій посаді на початку року провів закон, що дозволяв Гаю Цезарю призначати половину магістратів, окрім консулів, без виборів. У травні 44 році до н. е. надав Октавіану слово на народних зборах.
Влітку 44 року до н. е. Антоній провів аграрний закон та очолював комісію септемвірів для розподілу землі поміж ветеранами Цезаря й громадянам, які цього потребували. За діяльність на посаді народного трибуна Луцій Антоній був вшанований кількома статуями та оголошений патроном усіх триб, римських вершників й військових трибунів.
У 43 році до н. е. привів легіон своєму братові Марку під м. Мутіну і активно допомагав йому там. Володів великим впливом на брата та займав непримиренну позицію по відношенню до сенату. Командував військом під Мутіною, поки Марк бився біля Галльського Форуму. Розграбував Парму і жорстоко обійшовся з її мешканцями. Під час відступу очолював авангард кінноти і забезпечив Марку Антонію безпечний перехід до Нарбонської Галії.
У 41 році до н. е. Луцій Антоній був обраний консулом (разом з Публієм Сервілієм Ватією Ісавріком). 1 січня Антоній відсвяткував тріумф над Альпами, хоча не мав там командування. За наполяганням Фульвії, дружини Марка Антонія, втрутився в діяльність Октавіана по розподілу землі між ветеранами й домігся включення до комісії своїх представників. Виступив на захист італійців, яких Октавіан виганяв з земель, призначених для роздачі ветеранам, зажадав обмеження влади тріумвірів. Луцій Антоній заявляв, що діє в інтересах брата, та прийняв когномен «Пій». Це призвело до конфлікту між Октавіаном і Луцієм Антонієм. За наполяганням ветеранів вони зробили кілька невдалих спроб примиритися, після чого між ними почалася війна. Спочатку Антоній, користуючись чисельною перевагою, зайняв Рим й домігся оголошення Октавіана та Марка Емілія Лепіда поза законом (оформлено народними зборами). Народ надав Антонію почесний титул імператора. Проте незабаром відступив під тиском військ Октавіана. Після цього коміції оголосили Луція Антонія поза законом.
Він був обложений у м. Перузія. Спроби прихильників прийти йому на допомогу не увінчалися успіхом, і на початку 40 року до н. е. він був змушений здатися Октавіану, який все ж таки помилував Антонія і в цьому ж році призначив намісником Іспанії. Ймовірно, незабаром після цього Луцій Антоній помер.